# داني بيكويل
داني بيكويل (بالإنجليزية: Danny Bakewell)‏ هو شخصية أعمال ورائد أعمال أمريكي، ولد في 1946.